# Metacatharsius benadirensis
Metacatharsius benadirensis là một loài bọ cánh cứng trong họ Bọ hung (Scarabaeidae).